# Colorful (國府田マリ子のアルバム)
『colorful』（カラフル）は、國府田マリ子のスペシャルセレクションアルバム第1弾。2000年12月6日、KONAMIより発売。

## 解説
1994年から1999年の作品群から國府田マリ子ならではの『色とりどりの元気』をテーマにした曲を収録。國府田マリ子がキングレコードに移籍後、コナミサイドが一方的に選曲した本人の手が全く入っていない、レーベル主導のいわゆる焼き直しベスト。

## 収録曲
1. きっと、ずっと
  - 作詞：PONとツインビーRPG作詞委員会、作曲：田廻弘志・ながつきまろん、編曲：亀田誠治

『ツインビーPARADISE 5thAnniversary』より
PS用ゲームソフト『ツインビーRPG』オープニングテーマ
この作品にマドカ役で出演。
同ゲームのエンディングテーマ「あいことばはBe!!」も担当しており、それは『B Side Collection』へ収録されている。
2. 青空のキモチ
  - 作詞：國府田マリ子&井上うに、作曲：松原みき、編曲：十川知司

4thアルバム『なんでだってば!?』より
3. はじめの一歩
  - 作詞：國府田マリ子、作曲・編曲：中村修司

5thアルバム『だいすきなうた』より
4. 大アリクイもマーチ
  - 作詞：國府田マリ子&井上うに、作曲・編曲：西脇辰弥

4thアルバム『なんでだってば!?』より
5. いまある勇気
  - 作詞：戸沢暢美、作曲・編曲：西脇辰弥

2ndアルバム『Vivid』より
6. 単三電池
  - 作詞：國府田マリ子、作曲：西脇辰弥、編曲：西脇辰弥&High Cheez

6thアルバム『やってみよう』より
7. 晴れた日にバスに乗って
  - 作詞：戸沢暢美、作曲・編曲：西脇辰弥

1stアルバム『Pure』より
8. 愛と勇気の健忘症
  - 作詞：戸沢暢美、作曲：松原みき&國府田マリ子、編曲：十川知司

4thアルバム『なんでだってば!?』より
9. 好きだよ
  - 作詞：國府田マリ子、作曲：倉内充、編曲：亀田誠治&High Cheez

6thアルバム『やってみよう』より
10. 元気だしてね
  - 作詞：早川矢寿子、作曲：加藤ユカリ、編曲：岩崎文紀

1stアルバム『Pure』より
11. 屋上へゆこうよ
  - 作詞・作曲：種ともこ、編曲：西脇辰弥&High Cheez

1stアルバム『Pure』より
12. どうしよう
  - 作詞：谷亜ヒロコ、作曲：中崎英也、編曲：水島康貴

3rdアルバム『Happy!Happy!Happy!』より
13. シンデレラまであと5分
  - 作詞・作曲：種ともこ、編曲：西川進

4thアルバム『なんでだってば!?』より
14. 愛のCrazyエプロン
  - 作詞：國府田マリ子&戸沢暢美、作曲・編曲：中崎英也

2ndアルバム『Vivid』より
15. HAPPY HAPPY CHRISTMAS
  - 作詞：とみたきょうこ、作曲：松原みき、編曲：岩本正樹

1stアルバム『Pure』より
16. HOPE（remix）
  - 作曲：さゆ鈴、作曲・編曲：古川もとあき
  - アルバム『Twinbee Vocal Paradise featuring Mariko Kouda』より
  - 原曲は文化放送系ラジオドラマ『ツインビーPARADISE』イメージソング